# Ceromya rubrifrons
Ceromya rubrifrons är en tvåvingeart som först beskrevs av Robineau-desvoidy 1830.  Ceromya rubrifrons ingår i släktet Ceromya och familjen parasitflugor.
Artens utbredningsområde är Frankrike. Inga underarter finns listade i Catalogue of Life.